# Markéta Anhaltská
Markéta Anhaltská (12. listopadu 1494 – 7. října 1521) byla německá šlechtična, rodem anhaltská princezna a sňatkem saská vévodkyně.

## Život
Narodila se v Köthenu jako nejmladší dítě knížete Waldemara VI. Anhaltsko-Köthenského (1450–1508) a jeho manželky Markéty ze Schwarzburg-Blankenburgu (1464–1539).
V saském Torgau se 13. listopadu 1513 provdala za saského vévodu a pozdějšího kurfiřta Jana (30. 6. 1468 – 16. 8. 1532). Jan již měl z předchozího manželství následníka, syna Jana Fridricha.
Z láskyplného, ale relativně krátkého manželství se narodily čtyři děti:
- 1. Marie (15. 12. 1515 Výmar – 7. 1. 1583 Wolgast), manž. 1536 vévoda Filip I. Pomořanský (15. 5. 1515 Štětín – 14. 2. 1560 Wolgast)[1][2]
- 2. Markéta (25. 4. 1518 Cvikov – 10. 3. 1545 Liestal), manž. 1536 baron Hans Buser (23. 9. 1513 Läufelfingen – 19. 8. 1544 Liestal)[3]
- 3. Jan (*/† 26. 9. 1519 Výmar)[4]
- 4. Jan Arnošt (10. 5. 1521 Coburg – 8. 2. 1533 tamtéž), vévoda sasko-koburský od roku 1541 až do své smrti, manž. 1542 Kateřina Brunšvicko-Grubenhagenská (30. 8. 1524 Hannover – 24. 2. 1581 Saalfeld)[5][6]

Markéta zemřela ve Výmaru ve věku pouhých šestadvaceti let, čtyři roky předtím než se její manžel stal saským kurfiřtem. Byla pohřbena ve výmarském kostele sv. Petra a Pavla.